# Automuseum Shanghai

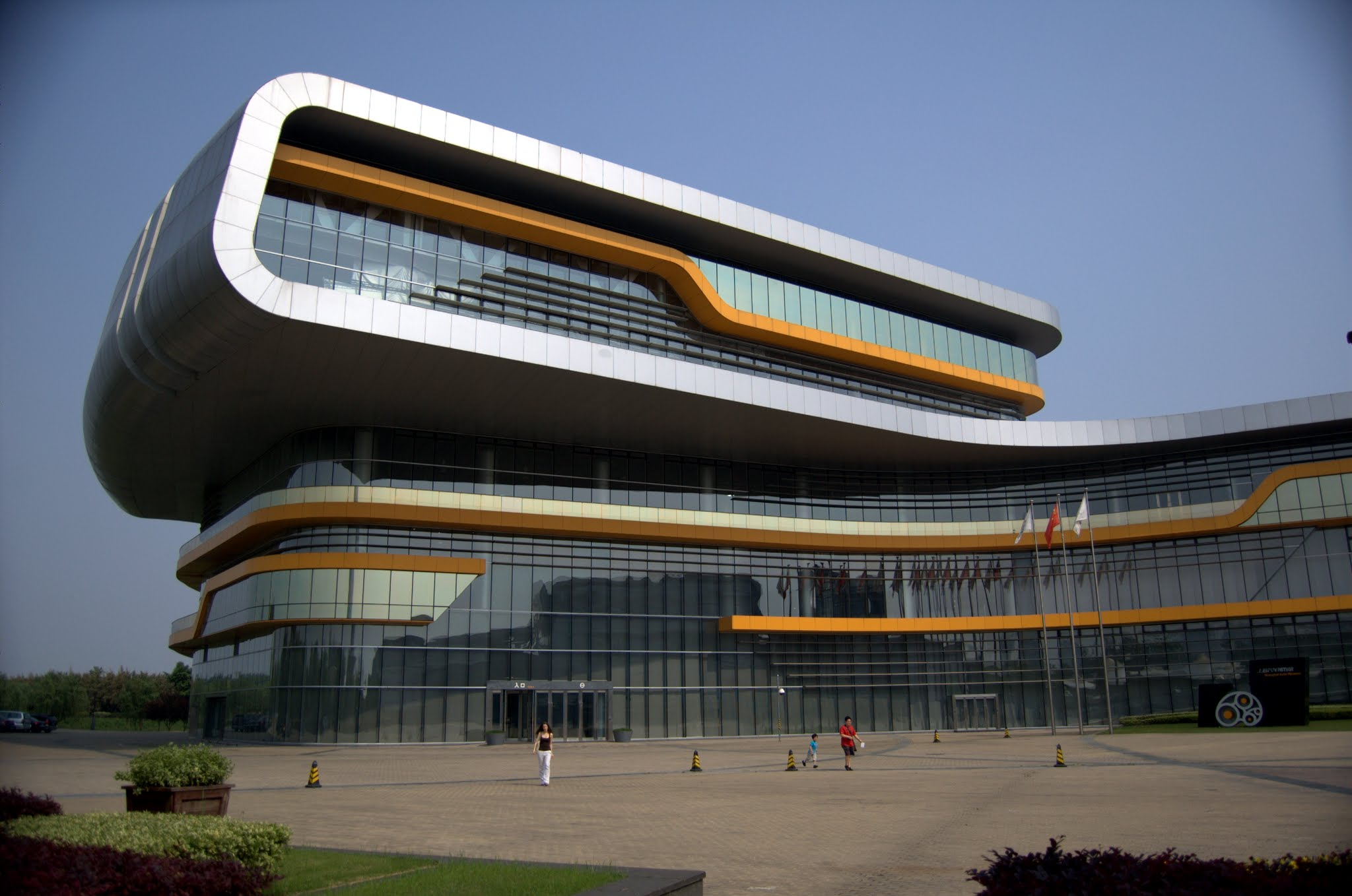
Außenansicht des Automuseums Shanghai

Das Automuseum Shanghai (chinesisch 上海汽车博物馆, Pinyin Shànghǎi Qìchē Bówùguǎn) ist ein 2007 eröffnetes Automuseum in der Großgemeinde Anting im Stadtbezirk Jiading der Stadt Shanghai. Es ist das erste Museum Chinas, das ausschließlich dem Automobil gewidmet ist.

## Architektur
Das Gebäude wurde vom Architectural Design & Research Institute der renommierten Tongji-Universität in Zusammenarbeit mit einem deutschen Planungsbüro entworfen. Auftraggeber war die Shanghai International Auto City.
Die fließenden Linien der Architektur sollen an ein sich in schneller Fahrt bewegendes Fahrzeug erinnern.
Die Gestaltung der Fassade weckt Assoziationen an gestapelte Bücher als Zeichen für die im Museum gebotenen edukativen und kulturellen Möglichkeiten.
Ausstellungsgestaltung und Szenografie stammen vom Stuttgarter Atelier Brückner, die Medienkonzeption von jangled nerves und die Lichtplanung wurde von der Firma LDE Belzner Holmes entworfen.
Das Innere des Museums ist modernen, urbanen Straßenverläufen nachempfunden, mit angedeuteten Plätzen, Schaufenstern, Fahrbahnmarkierungen und weiteren Gestaltungselementen. Geführt wird der Besucher entlang eines Corian-Bandes, das Dynamik und Bewegung vermitteln soll.
Das Museum, dessen Bau Investitionen in Höhe von mehr als 400 Millionen RMB erforderte, hat eine Fläche von über 10.000 m2; das Museumsgelände insgesamt umfasst 28.000 m2. Es wurde entsprechend der in China üblichen, kurzen Bauzeiten innerhalb von nur vier Monaten fertiggestellt und am 17. Januar 2007 der Öffentlichkeit präsentiert.

## Museumskonzept
Das populärwissenschaftlich orientierte Museum dokumentiert die Geschichte des Automobils – von der Erfindung des Rades bis zur Zukunft der in China massiv geförderten Elektromobilität. Darüber hinaus möchte es den weitreichenden Einfluss des Automobils auf das Zusammenleben der Menschen und auf die Entwicklung der Gesellschaft aufzeigen.
Hierzu können Besucher einem Zeitstrahl folgen, der ihn durch die gesamte Ausstellung begleitet. Abzweigungen im Erdgeschoss führen zu zeitgeschichtlichen Themenbereichen, wie etwa Massenproduktion (dargestellt in einem einer Industriehalle nachgestellten Raum) oder Energiesparauto (räumlich als Tankstelle präsentiert, an deren Zapfsäulen sich der Besucher über alle Kraftstoffe und Antriebsarten informieren kann). Ein weiterer Themenraum, im Stil einer Tüftlerwerkstatt ausgestattet, widmet sich der frühen Automobilgeschichte. Die Themenräume werden auf den höheren Etagen nochmals aufgegriffen und hinsichtlich der möglichen, zukünftigen Entwicklung erweitert.
In der dritten Etage befinden sich eine Bibliothek mit Multimedia-Informationen.

## Fahrzeuge

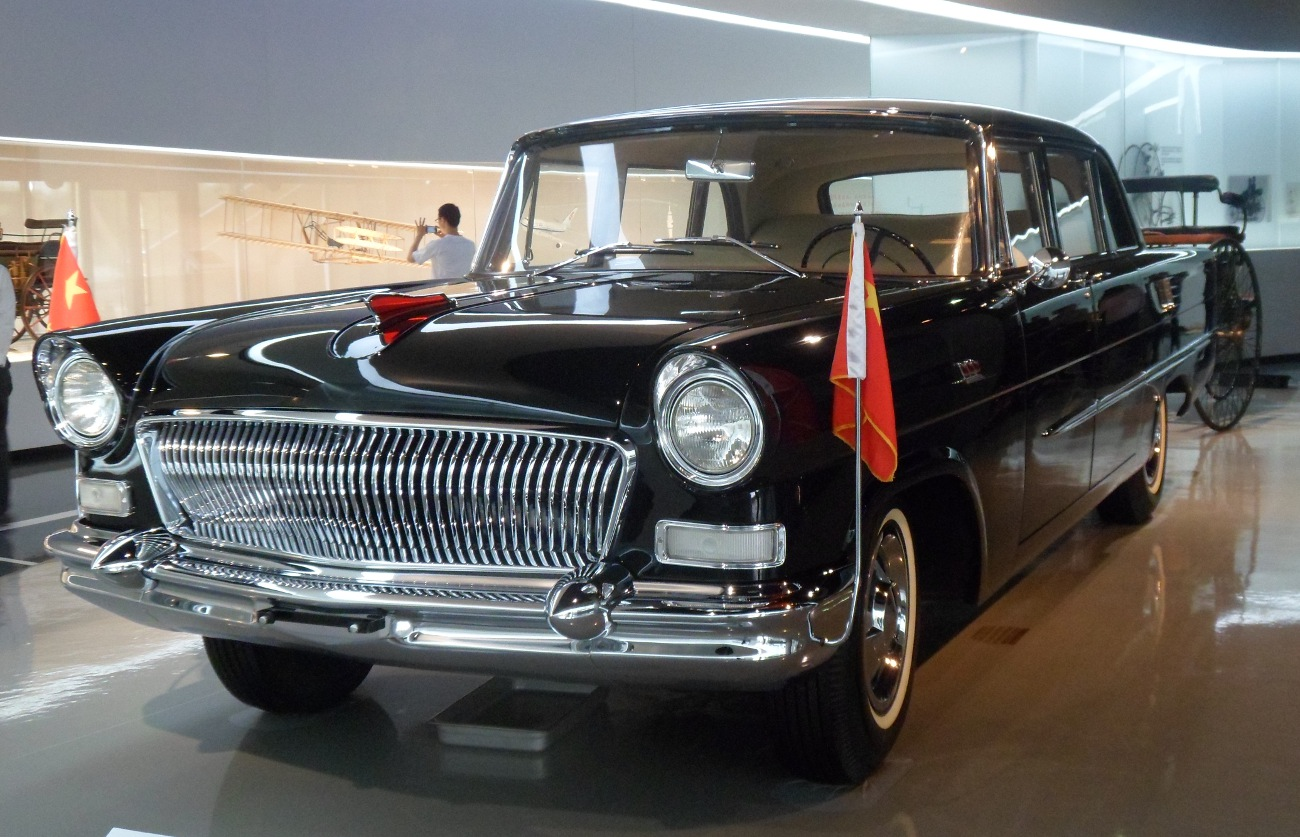
Ein Hongqi CA72 aus dem Jahre 1959. Er war der Parteiführung und Staatsgästen vorbehalten.

Derzeit werden rund 80 Fahrzeuge ausgestellt, die vor allem nach automobilhistorischen Gesichtspunkten ausgewählt wurden.
Hierzu zählen neben dem Nachbau eines Benz Motorwagens (als erstes Fahrzeug mit Verbrennungsmotor) auch in China hergestellte Fahrzeuge wie der Hongqi und der VW Santana (erster von Shanghai Volkswagen gebauter Volkswagen).
Am Beispiel des Ford T, des Austin 7 und des VW Käfers werden die Massenproduktion und deren Folgen erläutert. Zu den weiteren Exponaten mit zeitgeschichtlichem Wert gehören Fahrzeuge wie der Volkswagen Transporter und ein Nash Metropolitan.
So unterschiedliche Fahrzeuge wie der BMW Isetta und der Cadillac Eldorado dokumentieren die Bandbreite der in den 50er Jahren zeitgleich produzierten Automobile, was einerseits die Darstellung des seinerzeitigen Wohlstandsgefälles zwischen den Nationen und andererseits eine soziale Zuordnung ihrer Besitzer erlaubt. Anders als etwa in Deutschland, wo heute aus einem Fahrzeugtyp nur geringe Rückschlüsse auf den sozialen Status des Eigentümers treffsicher gewonnen werden können, sind offen zur Schau gestellte Wohlstandsunterschiede in China – auch im Hinblick auf die weit verbreitete Korruption – ein aktuelles und vieldiskutiertes, gesamtgesellschaftliches Thema.
Darüber hinaus werden auch Fahrzeuge mit geringem bzw. ohne markanten automobilhistorischen Wert, jedoch wegen Besonderheiten ihrer Automobiltechnik präsentiert, wie etwa ein Jaguar E oder ein Roewe Concept Car.